# Kimball (Nebraska)
 For alternative betydninger, se Kimball. (Se også artikler, som begynder med Kimball)
Kimball er en amerikansk by og administrativt centrum i det amerikanske county Kimball County, i staten Nebraska. I 2000 havde byen et indbyggertal på 2.559.

## Ekstern henvisning
- Kimballs hjemmeside Arkiveret 26. november 2012 hos  Wayback Machine (engelsk)

41°14′1″N 103°39′34″V / 41.23361°N 103.65944°V